# Azúcares
Se denomina técnicamente azúcares a los glúcidos que generalmente tienen sabor dulce, como son los diferentes monosacáridos, disacáridos y polisacáridos, aunque a veces se usa incorrectamente para referirse a todos los carbohidratos.
En cambio, se denomina coloquialmente azúcar a la sacarosa, también llamado azúcar común o azúcar de mesa. La sacarosa es un disacárido formado por una molécula de glucosa y una de fructosa, que se obtiene principalmente de la caña de azúcar o de la remolacha azucarera.
Los azúcares son elementos primordiales, y están compuestos solamente por carbono, oxígeno e hidrógeno. El sabor dulce está relacionado con su solubilidad. La fructosa es el más soluble y dulce de los azúcares naturales, y soluciones acuosas de fructosa entre 5 y 15% a temperatura ambiente son entre 1.15 y 1.25 veces más dulce que la sacarosa.

## Clasificación
Los azúcares se clasifican según el número de unidades de los que están formados:

### Monosacáridos
Formados solo por una unidad, también se llaman azúcares simples. Los más presentes en la naturaleza son los siguientes:
- Glucosa o dextrosa
- Fructosa o levulosa
- Galactosa
- Ribosa
- Manosa

### Disacáridos
Formados por dos monosacáridos, iguales o diferentes, también se llaman azúcares dobles. Los más presentes en la naturaleza son los siguientes:
- Maltosa
- Lactosa
- Sacarosa
- Isomaltosa
- Trehalosa

### Trisacáridos
Formados por tres monosacáridos, iguales o diferentes, también se llaman azúcares triples. Los más presentes en la naturaleza son los siguientes:
- Maltotriosa
- Rafinosa